# Óblast de Sarátov
Sarátov (en ruso: Саратовская область, Sarátovskaya óblast) es uno de los cuarenta y siete óblast que, junto con las veintiuna repúblicas, nueve krais, cuatro distritos autónomos y dos ciudades federales, conforman los ochenta y tres sujetos federales de Rusia. Su capital es la homónima Sarátov. Está ubicado en el distrito Volga limitando al norte con Penza y Uliánovsk, al este con Samara, al sur con Kazajistán y al oeste con Volgogrado y al noroeste con Vorónezh y Tambov. Las ciudades más importantes incluyen a Balakovo y Engels.

## Historia

### Prehistoria
En el momento del Paleolítico en el territorio del óblast de Sarátov se encuentran los estacionamientos cerca del pueblo del distrito de Aryash Novoburassky y cerca del asentamiento de Nepryakhin del distrito de Ozinsky.
Dos cráneos masculinos del cementerio de Khlopkov Bugor pertenecen a la era del Eolítico. Una sola carretilla Panitsky 6B en el distrito de Krasnoarmeysky tiene una fecha del final del IV - comienzo. En el III milenio a. C. Por la ciudad, Jvalynsk fue llamada la cultura Eneolítica de Jvalynsk (V-IV mil a. C.).

### Como parte de la Horda de Oro y el Khanato de Kazán
A mediados del siglo XIII, los prisioneros capturados por los mongoles de varios países conquistados construyeron una de las primeras y más grandes ciudades de la Horda de Oro, Uvek, en el área de Sarátov moderno (Marco Polo habla de los venecianos que visitaron la ciudad en 1262). En 1334, el viajero árabe Ibn Battuta lo visitó, quien registró que Ukek era una ciudad de "tamaño promedio, pero bellamente construida, con abundantes beneficios y frío severo". A finales del siglo XIV, la ciudad fue destruida por Tamerlán.
En los siguientes 200 años, una población rara de los Campos Salvajes estuvo representada por los Nogayos y luego por los campos nómadas Kalmyk, los cosacos y las cooperativas pesqueras de los monasterios rusos. Mientras tanto, después del colapso de la Horda de Oro, el Kanato de Kazán se formó en el territorio del Kazan ulus, que en 1552 fue conquistado por el zar ruso Iván IV.

### Como parte del Reino de Moscú y el Imperio ruso
Después de la captura de Kazán y la reforma del estado territorial de Pedro I en 1708, el Kanato de Kazán conquistado se convirtió en el llamado Tsardom de Kazán formalmente independiente en la unión con el estado ruso. En 1708, el Tsardom de Kazán se transformó en la Gobernación de Kazán. En 1717, la Gobernación de Astracán fue separada de ella.
El 25 de diciembre de 1769, se creó la provincia de Sarátov de la gobernación de Astracán. El 11 de enero de 1780, la emperatriz Catalina II emitió un decreto que establecía la viceregencia de Sarátov de los distritos del norte de la Gobernación de Astracán (Sarátov, Khvalynsky, Volsky, Kuznetsky, Serdobsky, Atkarskiy, Petrovsky, Balashov y Kamyshinsky). Por decreto del emperador Pablo I del 12 de diciembre de 1796, se abolió el virreinato de Sáratov y sus condados se dividieron entre las gobernaciones de Penza y Astracán.
Entre el otoño de 1891 y el verano de 1892, el territorio de la Gobernación de Sarátov se convirtió en parte de la zona principal de pérdida de cosechas causada por la sequía (véase la hambruna rusa de 1891-1892).

### El periodo soviético
En 1918, parte del territorio de la gobernación de Sarátov se incluyó en la región autónoma recién formada de los alemanes en la región del Volga. En 1928, la provincia se disolvió y su territorio se convirtió en parte del óblast del Bajo Volga, que pronto se transformó en el krai Bajo Volga.
El 10 de enero de 1934, el Bajo Volga krai se dividió en Krai de Sarátov y Krai de Stalingrado. De acuerdo con la Constitución de la URSS, adoptada el 5 de diciembre de 1936, el krai de Sarátov se reorganizó en el óblast de Sarátov, con la creación de la República Autónoma Socialista Soviética de los Alemanes del Volga.
Por el decreto del Presídium del Sóviet Supremo de la URSS el 7 de septiembre de 1941, en el óblast de Sarátov se incluyeron los territorios de 15 cantones de la ex República Socialista Soviética Autónoma Volga (Balzer —ahora Krasnoarmeisk—, Zolotovsky, Kamensk, Ternovsky, Kukkus, Zelman —Seelmann—, Krasnoyarsk, Marksstadt —actual Marks—, Untervalden, Fedorov, Gnadenfly, Krasno-Kutsky, Lysanderzhsky, Mariental y Eckheim).
Después de la abolición del óblast de Balashov por el Decreto del Presídium del Sóviet Supremo de la RSFSR del 19 de noviembre de 1957, estas ciudades y distritos fueron devueltos a la región de Sarátov.

### Actualidad
El 4 de julio de 1997, Sarátov, junto con los óblasts de Briansk, Cheliábinsk, Magadán y Vólogda firmaron un acuerdo para compartir el poder con el gobierno de Rusia, otorgándole la autonomía. El acuerdo fue abolido el 9 de febrero de 2002.

## Demografía
La comunidad alemana que desde 1763 vivía en la zona conservando el idioma alemán y sus tradiciones (como resultado de la invitación a poblar que les hiciera la entonces zarina Catalina II "la Grande" de Rusia) fue perseguida tanto por su etnia como por su fe cristiana. En 1941 Stalin borró del mapa la República Autónoma de los Alemanes del Volga, diezmó las familias y los alemanes del Volga fueron deportados a campos de concentración gulags ubicados en Siberia y obligados a realizar trabajos forzados, mientras otros fueron ejecutados sin más, provocando un genocidio. Tras el Colapso de la Unión Soviética a comienzos de la década de 1990 y la apertura de fronteras, quienes pudieron sobrevivir, como así también varios de sus descendientes, comenzaron a repatriarse en Alemania. El consulado alemán en Sarátov cerró en junio de 2004, declarando que solo quedaban 18.000 alemanes en el óblast (incluyendo a 2.000 en la ciudad de Sarátov).